# Žebrákovský kopec
Žebrákovský kopec je kopec v Posázaví nedaleko chráněné krajinné oblasti Stvořidla. Jeho nadmořská výška je 601 m. Se svojí výškou se jedná o druhý nejvyšší kopec Světelska a Ledečska (nejvyšším kopcem je Melechov s výškou 715 m). Je nejvyšším vrcholem Světelské pahorkatiny. Pojmenován je po nejbližší vsi – Žebrákov. V jeho okolí se kromě Žebrákova nacházejí vsi Horní Březinka, Benetice, Svatojánské Hutě a Opatovice.
Přes Žebrákovský kopec vede žlutá turistická trasa č. 7385.
Na vrcholu Žebrákovského kopce kdysi stála dřevěná rozhledna. Lidé ze sdružení K 601 zde plánují postavit novou 32 metrů vysokou ocelovou rozhlednu s kamenným základem. Otevření rozhledny bylo plánováno na jaro 2015, nicméně právě v roce 2015 se teprve podařilo získat stavební povolení pro stavbu rozhledny.
Žebrákovský kopec je podle pověsti o vzniku Stvořidel kopcem, kde čert vzal kameny pro zničení sedlákova pole, ale protože je nestihl donést do kohoutího zakokrhání, rozsypal je po Stvořidlech.